# Lazzaro Scarampi
Lazzaro Scarampi (* um 1415 in Asti; † 16. Juli 1466 in Mailand) war ein italienischer Kleriker, Doktor der Rechte und Bischof von Como. 

## Leben
Lazzaro war Sohn des Rinaldo de Scarampis. Er stammte aus einer adligen Familie aus Asti und war in verschiedenen Disziplinen bewandert; er schloss sein Universitätsstudium mit dem Titel eines Doktors ab. Der Herzog von Mailand Francesco I. Sforza empfahl ihn dem Papst als Nachfolger von Bischof Martino Pusterla. Papst Pius II. übertrug ihm am 8. August 1460 den Bistum Como. Die Wahlbulle ist auf den 8. August 1460 datiert. Anfang Oktober nahm er die Diözese durch einen Prokurator in Besitz. Der berühmte Humanist Francesco Filelfo hielt die Rede zu seinem feierlichen Einzug. Am 26. November 1461 hielt er sich in Bellinzona auf und genehmigte eine Konvention des Kapitels der Stiftskirche Santi Pietro e Stefano mit der Gemeinde Camorino über die Seelsorge.
Als sein Gehilfe diente ihm Giacomo de Mansuetis, Titularbischof von Byblos. Sein Episkopat, das so glanzvoll begonnen hatte, wurde von finanziellen Sorgen überschattet, denn die Verwaltung der Mensa vescovile bereitete ihm großes Kopfzerbrechen, da ihre Güter unrechtmäßig von Usurpatoren in Besitz genommen wurden und ihre Einnahmen nicht für das pompöse Leben am Hof ausreichten. Als er starb, wurde er im Mailänder Dom beigesetzt.